# Rhodri et Edwin ap Hywel
Rhodri et Edwin ap Hywel sont co-régents du royaume de Deheubarth (Galles) à partir de 950.

## Biographie
Les trois fils de Hywel Dda héritent du royaume de Deheubarth dans le sud du pays de Galles et le partagent entre eux, mais ils restent unis car ils doivent faire face à l'attaque de Iago ab Idwal déterminé à reprendre le royaume de Gwynedd afin de venger la mort de son père et la perte de son héritage. Les fils de Idwal Foel ab Anarawd et ceux de Hywel se rencontrent lors d'un combat à Nant Carno ou Cano dans l'Arwystli et Iago et Ieuaf ab Idwal sont victorieux. Ils reprennent le contrôle du Gwynedd et du Powys. Les deux partis continuent le combat pendant les trois années suivantes, mais Iago et Ieuaf confirment leur supériorité jusqu'à ce que Owain et ses frères abandonnent le nord à leurs belliqueux cousins. En fait, peu après Owain demeure seul roi car Rhodri dès 953 et Edwin en 954 meurent vraisemblablement encore très jeunes et sans descendant.